# قصبه (خوسف)
قصبه یک روستا در ایران است که در دهستان براکوه شهرستان خوسف واقع شده‌است. قصبه ۷۱ نفر جمعیت دارد.